# Bradley Nowell
Bradley James Nowell (ur. 22 lutego 1968 w Long Beach, zm. 25 maja 1996 w San Francisco) – amerykański muzyk, lider oraz gitarzysta ska punkowego zespołu Sublime.
Bradley Nowell od najmłodszych lat interesował się muzyką. Jego ojciec w dzieciństwie zabrał go w podróż na Jamajkę, gdzie poznał muzykę reggae i dancehall. Zainteresował się muzyką rockową, kiedy nauczył się grać na gitarze. Nowell grał w różnych zespołach muzyczych, aż do utworzenia zespołu Sublime wraz z basistą Erikiem Wilsonem i perkusistą Budem Gaughem, którego poznał podczas studiów na Uniwersytecie Stanu Kalifornia w Long Beach.
Za życia Nowella zespół Sublime wydało dwa albumy, które osiągnęły duży sukces komercyjny: 40oz. to Freedom i Robbin’ the Hood. W trakcie kariery Nowell zmagał się z coraz większym uzależnieniem od heroiny, które odstawił po narodzinach syna Jakoba, jednak potem ponownie zaczął zażywać heroinę, w konsekwencji czego w wyniku przedawkowania tej substancji Nowell zmarł 25 maja 1996 roku w hotelu w San Francisco, podczas gdy Sublime był w trasie koncertowej. Sublime wydało swój trzeci album z własnym tytułem dwa miesiące po śmierci Nowella, a następnie wydało kilka albumów kompilacyjnych z setkami piosenek nagranych przez całą swoją działalność. Nowell do dziś pozostaje wpływową postacią muzyki alternatywnej lat 90.

## Życiorys

### Wczesne życie
Bradley Nowell urodził się i wychowywał w jednej z dzielnic kalifornijskiego Long Beach – Belmont Shore jako syn budowlańca Jima i Nancy Nowellów. Miał siostrę Kellie. Jako dziecko bardzo lubił surfing i żeglarstwo, często brał udział w wyścigach wodnych.
Nowell był trudnym dzieckiem oraz często nadpobudliwym i destrukcyjnym. Według relacji matki był bardzo emocjonalny, bardzo wrażliwy, bardzo artystyczny oraz bardzo potrzebował być zauważonym przez innych. Po rozwodzie rodziców, kiedy miał on 10 lat, jego zachowanie pogorszyło się i wówczas matka zdecydowała, że Bradley będzie mieszkał wraz ze swoim ojcem.
Nowell talent muzyczny odziedziczył ze strony obojga rodziców – ojciec lubił grać na gitarze, na której często grał muzykę Jima Croce'a, natomiast matka uczyła się gry na fortepianie oraz gry na flecie. Oboje rodzice pomogli nauczyli młodego Nowella grać na gitarze. Latem 1979 roku 11-letni Nowell towarzyszył ojcu podczas miesięcznej wyprawy żeglarskiej na Wyspy Dziewicze, gdzie po raz pierwszy zetknął się z muzyką reggae.
W 1984 roku, w wieku 16 lat założył swój pierwszy zespół – Hogan’s Heroes, z Michaelem Yatesem i Erikiem Wilsonem. Nowell został wówczas opisany jako „uzdolniony dzieciak z wieloma przyjaciółmi”, choć początkowo Wilson nie podzielał zainteresowania Nowella muzyką reggae. Nowell studiował finanse na Uniwersytecie Kalifornijskim w Santa Cruz, po czym przeniósł się na Uniwersytet Stanu Kalifornia w Long Beach. Potem pomimo dobrych ocen na studiach Nowell zdecydował się na porzucenie nauki, stwierdzając w 1995 roku: „Zostały mi wszystkie ciężkie zajęcia… Wątpię, czy kiedykolwiek wrócę”.

### Sublime
Według wywiadu dla Westwood One (można go znaleźć na płycie zespołu – Sublime), w 1988 roku Nowell wraz z basistą Erikiem Wilsonem i perkusistą Budem Gaughem założyli zespół Sublime, który grał początkowo w małych programach oraz na imprezach domowych. Zespół był często wypraszany z imprez z powodu nadmiernego hałasu, jednak w wyniku zyskał reputację i stał się jednym z najpopularniejszych zespołów w Południowej Kalifornii. Pomimo lokalnego sukcesu właściciele lokali muzycznych było sceptycznie nastawionych do eklektycznej fuzji muzycznej zespołu i wielu odmawiało im rezerwacji w swoich lokalach. W odpowiedzi Nowell i Wilson stworzyli własną wytwórnię muzyczną Skunk Records, co pomogło zespołowi w zdobyciu doświadczenia oraz rezerwacji większej liczby koncertów. Zespół wyprodukował i dystrybuował własne nagrania w wytwórni, a następnie sprzedawał taśmy demonstracyjne w programach i lokalnych sklepach z płytami.
W 1990 roku student muzyki – Michael „Miguel” Happoldt pozwolił bez wiedzy szkoły, w której studiował, na działalność w szkolnym studiu w godzinach nocnych. Ta sesja nagraniowa zaowocowała popularną kasetą magnetofonową, Jah Won't Pay the Bills, wydaną w 1991 roku. Taśma pomogła zespołowi zyskać popularność wśród mieszkańców Południowej Kalifornii. W tym czasie Nowell zaczął zażywać narkotyki – początkowo odmawiał przyjmowania heroiny, jednak po osiągnięciu sukcesu zespołu, zaczął zażywać ten narkotyk.
Pomimo rosnącej popularności w Południowej Kalifornii, Sublime wciąż nie było sygnowane przez znaczącą wytwórnię. W tym samym czasie Nowell połączył siły z długoletnią przyjaciółką Gwen Stefani z No Doubt, w celu nagrania piosenki pt. "Saw Red", która została ostatecznie wydana na albumie Sublime – Robbin 'the Hood, który został samozapisany na czterościeżkowej kasecie i wydany w październiku 1994 roku. Kilka utworów z tego albumu opisuje pogłębiające się uzależnienie Nowella od narkotyków. Niektórzy twierdzą, że Nowell przewidział swoją śmierć w piosence pt "Pool Shark", wersem: "Pewnego dnia przegram wojnę".

### Śmierć
25 maja 1996 roku, tydzień po swoim ślubie, Bradley Nowell miał wraz ze swoim zespołem rozpocząć 5-dniową trasę koncertową po Północnej Kalifornii, a następnie trasę po Europie i Wschodnim Wybrzeżu. Jednak podczas pobytu zespołu w Ocean View Motel w San Francisco perkusista Bud Gaugh znalazł Nowella leżącego na podłodze obok łóżka. Jego pies, Lou Dog, leżał zwinięty w kłębek na łóżku. Gaugh próbował obudzić swoich towarzyszy z zespołu, aby poszli z nim na plażę tego ranka, jednak byli oni zbyt zmęczeni, by wstać z łóżka. Początkowo Gaugh założył, że Nowell był zbyt odurzony, aby się położyć. Jednak zauważył żółte ślady wokół ust i stało się jasne, że przedawkował heroinę, wezwał służby medyczne, które stwierdziły zgon Nowella na miejscu. Ciało Nowella zostało poddane kremacji, a prochy rozrzucono po jego ulubionym miejscu do surfingu – w Surfside w Kalifornii, a nagrobek upamiętniający został umieszczony w Westminster Memorial w Westminster w Kalifornii.
30 lipca 1996 roku został wydany ostatni album, którego oryginalny tytuł – Killin 'It został zastąpiony przez Sublime. W 1997 roku album znalazł się na liście Top 20 Billboards, a jego akustyczny singiel pt. "What I Got" stał się numerem jeden na liście przebojów Modern Rock Tracks. Album stał się jednym z najbardziej udanych amerykańskich projektów muzycznych w 1997 roku. Magazyn Rolling Stone poinformował, że album sprzedał się w ponad 6 milionach egzemplarzach.
11 stycznia 1997 roku, osiem miesięcy po śmierci Nowella No Doubt rozegrał koncert upamiętniający Nowella w celu promowania świadomości narkotykowej i profilaktyki wśród fanów. Wpływy z koncertu przeznaczono na organizację non-profit wspierającą muzyków walczących z uzależnieniem od narkotyków, a także fundusz stypendialny dla syna Nowella, Jakoba.
W 2009 roku Erik Wilson i Bud Gaugh połączyli siły z Romem Ramirezem, tworząc zespół pt. Sublime with Rome, ponieważ próba reformy Sublime została zablokowana przez majątek Nowella. Sublime with Rome gra wszystkie oryginalne utwory Sublime, z wyjątkiem Caress Me Down, którego Rome Ramirez odmawia z szacunku dla Nowella. Zespół nagrywa również oryginalną muzykę; debiutancki album pt. Yours Truly z 2011 roku jest poświęcony Nowellowi. Trio trzymało się razem do 2011 roku, kiedy kolega z zespołu Bud Gaugh postanowił odejść z zespołu. Obecny skład zespołu to: Rome Ramirez, Eric Wilson i Carlos Verdugo.

## Życie prywatne

### Małżeństwo i ojcostwo
Bradley Nowell podczas jednej z tras koncertowych na początku lat 90. poznał Troy Dendekker, z którą wkrótce zaczął się spotykać. Mieli razem syna Jakoba Jamesa (ur. 25 czerwca 1995). 18 maja 1996 roku, na tydzień przed śmiercią Nowella, para pobrała się podczas hawajskiej ceremonii w Las Vegas.

### Lou Dog
W lutym 1990 roku Bradley Nowell zakupił od starszego mężczyzny szczeniaka dalmatyńczyka za 500 dolarów amerykańskich  i nazwał go "Louie" po swoim dziadku i pies zwanym także jako "Lou Dog", stał się również maskotką zespołu Sublime. Często mu pozwalano biegać po scenie podczas koncertów oraz często pojawiał się także na okładkach albumów oraz w tekstach piosenek zespołu. W odnoszącym największe sukcesy radiowym utworze zespołu – „What I Got” Nowell śpiewa: „… życie z Louie Dog jest jedynym sposobem na zachowanie rozsądku”. Kolejna znana piosenka zespołu, „Garden Grove”, wspomina psa jako: „Pojechaliśmy na wycieczkę do Garden Grove. Pachniało jak pies Lou wewnątrz furgonetki, o tak”. W utworze „Doin 'Time” Nowell śpiewa: „Wszyscy ludzie w tańcu zgodzą się, że jesteśmy dobrze wykwalifikowani do reprezentowania LBC. Ja, ja i Louie bierzemy na imprezę. Tańcz w rytm coraz trudniej”. Po śmierci Nowella w 1996 roku psem zaopiekował się menedżer zespołu – Miguel. Lou Dog padł ze starości 17 września 2001 roku.

## Sprzęt

### Gitary
- Gitara elektryczna Dan MacDonald – korpus oparty na połączeniu Vox Hurricane z lat 60. i gitary G&L 100 – podstrunnica Ebony – wyposażona w system Vibrato Floyd Rose
- Gitara elektryczna Ibanez S-540 – Smoke Black – Flame Top
- Ibanez S-470 Blue
- Ibanez S-540
- Gibson Les Paul

Bradley Nowell wielokrotnie pożyczał gitary od innych zespołów.

### Pedały
- Boss DD-3 Digital Delay
- Boss OS-2 Overdrive Distortion
- Whirlwind A/B Selector

### Wzmacniacze
- Marshall JCM-800 Combo / 2x12
- Roland JC-120 Jazz Chorus Combo / 2x12
- Mesa/Boogie {Triple Rectifier} Head / 4x12 Cabinet